# Discrete and Continuous Dynamical Systems - Series A
Discrete and Continuous Dynamical Systems - Series A is een internationaal, aan collegiale toetsing onderworpen wetenschappelijk tijdschrift op het gebied van de dynamische systemen. De naam wordt in literatuurverwijzingen meestal afgekort tot Discrete Contin. Dyn. Syst. Ser. A. Het wordt uitgegeven door het American Institute of Mathematical Sciences en verschijnt maandelijks. Het eerste nummer verscheen in 1995.